# 몽타뉴구

코트디부아르 몽타뉴구

몽타뉴구(프랑스어: District des Montagnes)는 코트디부아르 서부에 위치한 구이다. 면적은 30,825km2이고, 행정 중심지는 만이다. 서쪽으로는 라이베리아, 기니와 국경을 접하며, 북쪽으로는 워로바구, 동쪽으로는 사산드라마라우에구, 남쪽으로는 바사산드라구와 접한다.

## 신설
몽타뉴구는 2011년 코트디부아르의 행정 구역 개편으로 탄생했다. 그 지역의 영토는 디쥐트몽타뉴주와 무아얭카발리주의 이전 지역들을 합병하여 구성되었다. 그 지역은 2014년에 억압되었고 2021년에 자치구로 복원되었다.

## 행정 구역
3개 주, 13개 도를 관할한다.
- 카발리주
  - 블롤레킨도
  - 기글로도
  - 툴레플뢰도
  - 타이도
- 게몽주
  - 방골로도
  - 뒤에쿠에도
  - 쿠이블리도
  - 파코블리도
- 통크피주
  - 비앙쿠마도
  - 다나네도
  - 만도
  - 주안우니엔도
  - 시필루도

## 인구
2021년 인구 조사에 따르면 몽타뉴구는 3,027,023명의 인구를 가지고 있으며, 아비장 자치구 다음으로 코트디부아르에서 두 번째로 인구가 많다. 인구 밀도는 2021년 기준으로 98명/km2이다.